# Carè Alto
Il Carè Alto (3465 m s.l.m.) è una montagna delle Alpi Retiche meridionali, nel gruppo dell'Adamello. Cima isolata e imponente, è la principale del settore orientale del gruppo.
Si trova tra val Rendena e val di Fumo, in Trentino-Alto Adige (Provincia di Trento).

## Descrizione
Il Carè Alto si trova sulla più orientale e più lunga delle grandi dorsali nord-sud del gruppo dell'Adamello: quella che dalla val Genova, con uno sviluppo di 50 chilometri, si spinge a sud fin sopra a Daone. Essa forma le creste nord e sud della montagna, che scendono rispettivamente verso la vedretta di Lares e verso il passo delle Vacche, e separano la val di Fumo (a ovest) dalle laterali della val Rendena (a est). Dalla vetta - o dai suoi pressi - scendono altre due creste: la marcata cresta est, sulla quale si trova il rifugio Carè Alto, e la cresta sud est, o spigolo Garbari, che scende alla bocca di Conca e poi volge a est, separando la valle di Borzago dalla valle di San Valentino.
Le creste est e nord racchiudono le vedrette di Lares e di Niscli, che culminano in quello che rimane della cosiddetta "pala ghiacciata" della cima. Tra le creste sud e sud-est scende con un salto roccioso la parete sud. Verso la val di Fumo scende la più vasta e imponente parete sud-ovest.
Il nome Carè, diffuso originariamente in val di Fumo e riportato nell'Atlante del Tirolo del 1823, sembra aver radice nella parola latina carex, che indica una pianticella frequente nei terreni paludosi ai piedi della montagna.

## Prima ascensione
La prima ascensione fu compiuta l'8 agosto 1865 dagli inglesi H.F. Montgomery e S. Taylor, provenienti da Borzago, per la vedretta di Lares, accompagnati dalla guida alpina Catturani di Madonna di Campiglio. 
L'Adamello e la Presanella erano stati saliti l'anno precedente.

## Itinerari
Tutti gli itinerari per raggiungere la cima sono di carattere decisamente alpinistico e richiedono esperienza di alta montagna, a differenza di cime quali la Presanella e l'Adamello infatti le difficoltà che si incontrano anche lungo la via normale sono molto impegnative. Il Carè Alto è stato risalito da tutte le creste e da tutti i versanti, ma pochi sono gli itinerari ancora regolarmente ripetuti. I più frequentati sono quelli in partenza dal rifugio Carè Alto.
- Via normale per la sella di Niscli: dal rifugio Carè Alto per il Bus del Gat si scende nella valle di Niscli e la si risale fino alla sella di Niscli (2912 m), a destra del caratteristico Sass de la Stria (2935 m); si percorre con un ampio giro verso sud la vedretta di Lares puntando all'estremità destra della pala ghiacciata; con buone condizioni si sale direttamente il ripido pendio nevoso (55 gradi), altrimenti si segue la cresta, si attraversa l'anticima e si raggiunge la rocciosa cuspide finale. (ore 4; PD-/PD+ secondo il percorso e le condizioni; in discesa dalla cresta al ghiacciaio possibili corde doppie).
- Cresta est (via Cerana): dal rifugio Carè Alto si raggiunge senza difficoltà la bocchetta del cannone (2830 m circa); si prosegue per morene e chiazze di neve in direzione della ripida gobba della vedretta di Conca, che può richiedere i ramponi. Ci si riporta verso la cresta in corrispondenza di una parete solcata da una fessura obliqua (30 m, III grado) che porta sulla cresta; si segue poi questa lungamente (passaggi di II grado, ghiaccio) fino alla croce di vetta (ore 4-5; AD-).

Un itinerario interessante, molto lungo e remunerativo, è quello che percorre la cresta sud ovest, detta erroneamente cresta degli alpini, anche se durante tutto lo scontro bellico rimase in mano agli austroungarici. La cresta parte da poco sopra il bivacco Segallae segue un percorso attrezzato dai soldati durante la prima guerra mondiale, ma le attrezzature originali sono in stato di abbandono e quindi inutilizzabili; brevi tratti sono stati riattrezzati con cavo metallico (ore 4; AD II+).

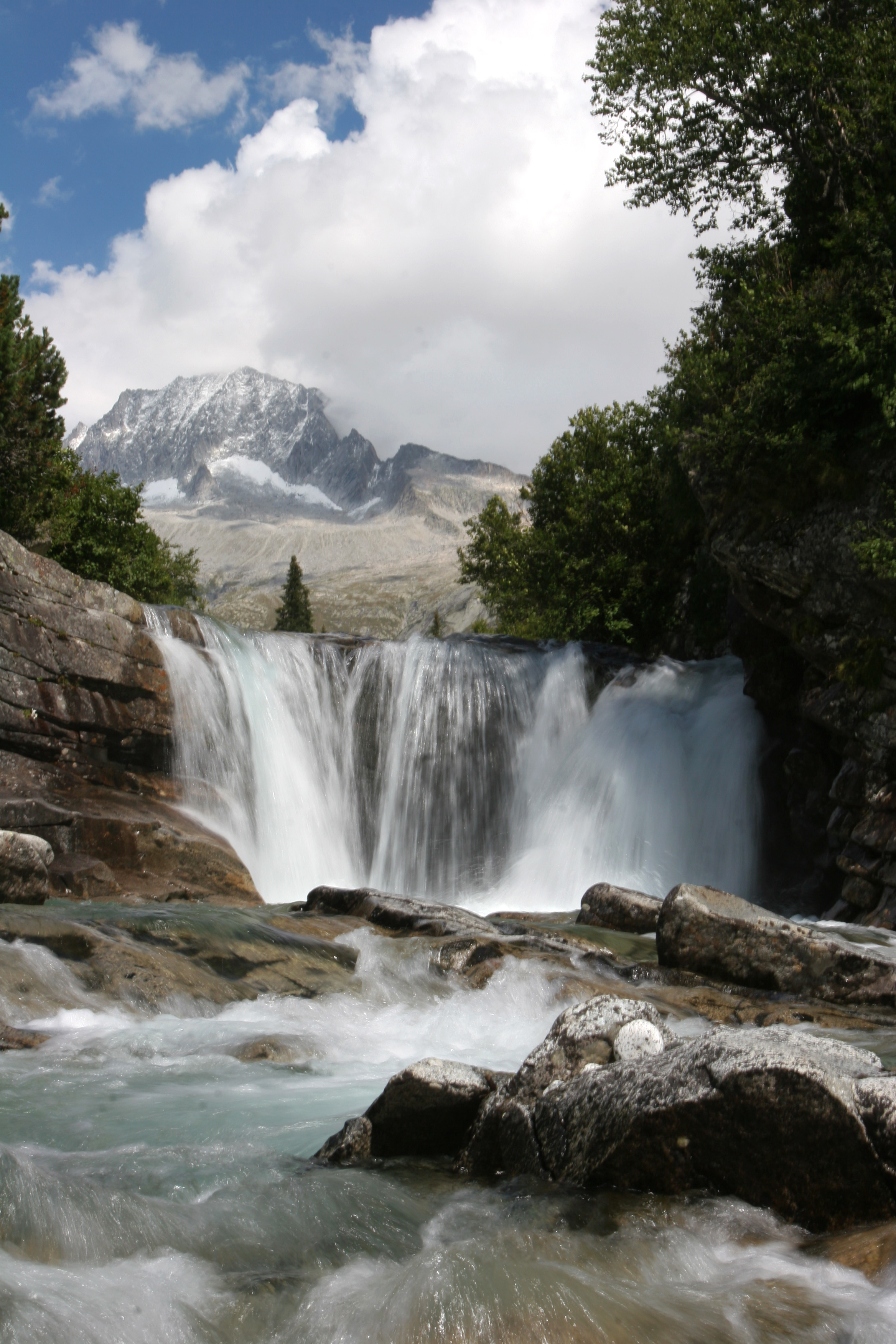
Il Carè Alto dalla val di Fumo (sud-ovest)

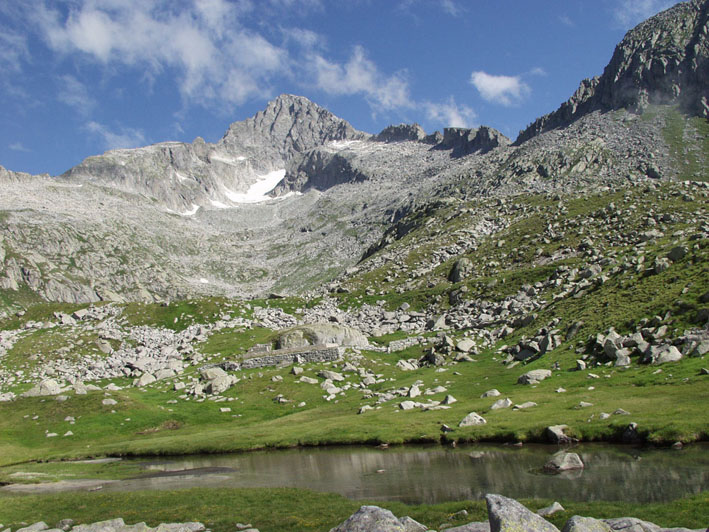
La cima vista dalla Valle di San Valentino

Il Carè Alto è un'ambita meta scialpinistica. La salita si svolge per la vedretta di Lares e la pala ghiacciata (PD+ OSA) oppure per il canale est (OSA). Dalla valle di Borzago si sale spesso direttamente per la conca di Niscli senza passare dal rifugio; altrimenti, per scendere dal rifugio nella conca di Niscli, non si passa dal Bus de Gat ma da una bocchetta poco più a monte (2510 m circa). Dal rifugio, con ottimo innevamento, viene talvolta salito anche il ripido canale est, ormai impraticabile d'estate.

## La Grande Guerra
Durante la prima guerra mondiale il gruppo dell'Adamello fu terreno di importanti operazioni belliche. Il confine tra Regno d'Italia (a ovest, Valcamonica) e l'Impero austro-ungarico (a est, valli Giudicarie e Rendena), attraversava il gruppo passando da Monte Fumo, Cresta Croce, Monte Mandrone, Punta del Castellaccio, fino al passo del Tonale.
Nella primavera del 1916 gli alpini italiani erano attestati al rifugio Garibaldi e gli austriaci presidiavano la dorsale Monte Fumo - Lobbia Alta e la dorsale Corno di Cavento - Crozzon di Folgorida, con basi al rifugio Mandrone e al rifugio Carè Alto.
L'area del Carè Alto aveva quindi grande importanza logistica e strategica, che si accrebbe ancora dopo la conquista italiana del Crozzon di Lares (29 aprile 1916) e del Corno di Cavento (15 giugno 1917). La zona del rifugio era attrezzata come una cittadella militare, servita da cinque teleferiche, da una centrale elettrica e da centrali telefoniche. Sulla cresta est tra il rifugio e la cima, alla bocchetta del cannone, fu installato un cannone Skoda - ora restaurato nella sua postazione originale. La vetta stessa non fu mai oggetto di attacchi, ma fu presidiata e servita con una teleferica; le creste est e sud-ovest furono integralmente attrezzate; una galleria scendeva nel ghiaccio della pala ghiacciata e traversava la vedretta di Lares fino ai denti del Folletto. I resti del presidio militare sono ancora chiaramente visibili nei pressi della vetta.